# Gustav Tauschek
Gustav Tauschek (* 29. April 1899 in Wien; † 14. Februar 1945 in Zürich) war ein österreichischer Pionier der Informationstechnik und entwickelte in der Zeit von 1922 bis 1945 zahlreiche Verbesserungen für die damaligen Rechenmaschinen auf Lochkartenbasis. Zu seinen Erfindungen gehört der heute historische Trommelspeicher.
Von 1926 bis 1930 arbeitete er für die Rheinische Metallwaren- und Maschinenfabrik in Sömmerda und entwickelte dort ein vollständiges Lochkarten-Buchhaltungs-System, das jedoch nie in Serie produziert wurde. Der Prototyp befindet sich heute in der Sammlung des Technischen Museums in Wien. Nachdem die Rheinische Metall- und Maschinenfabrik im Frühjahr des Jahres 1928 eine Tochtergesellschaft zur Entwicklung von Lochkartenmaschinen, die Rheinmetall Lochkarten GmbH, gegründet hat, wurde diese noch im selben Jahr zur Sicherung der Monopolstellung von IBM aufgekauft. Tauschek erhielt einen Vertrag für fünf Jahre und verkaufte insgesamt 169 Patente an die IBM.
Zu Gustav Tauscheks zahlreichen Erfindungen gehören auch eine Verbesserung der Guillochiermaschine sowie ein Gerät, das normale Druckschrift für Blinde lesbar machte, indem eine Photozelle die Schrift abtastete und eine Tasteinrichtung ansteuerte.
Tauschek starb am 14. Februar 1945 in einem Zürcher Krankenhaus an einer Embolie.
Im Jahr 1964 wurde in Wien-Floridsdorf (21. Bezirk) die Tauschekgasse nach ihm benannt. Seit dem 1. April 2012 gibt es im Südosten von Erfurt (Forschungs- und Industriezentrum Südost) eine Gustav-Tauschek-Straße.